# Bera Paula
Bera Paula/Paulina (Szigetvár, 1860. június 19. – ?) magyar színésznő.

## Életpályája
Szülei Bera Mátyás és Zuhanek Mária voltak. 1880-ban Debrecenben kezdte pályáját. Ezután vidéki társulatokokban játszott. 1880-ban Mándoky Béla társulatában volt látható. 1883–1884 között Bogyó Alajos társulatában szerepelt. 1885-ben Kócsi Lajos társulatában játszott. 1886–1887 között Kövessy Albert foglalkoztatta. 1889–1891 között Tiszay Dezsőnél színészkedett. 1894-ben Csóka Sándor társulatában volt látható. 1905-ben a Népszínház szerződtette. 1907-ben a Magyar Színház színművésze volt. 1917. szeptember 1-jén nyugdíjba vonult. 1926–1927 között illetve 1936–1939 között a Nemzeti Színház tagja volt, ahol később a varrodában dolgozott.
Jellemszerepeket játszott.
Nővére Bera Rózsi (1864–?) színésznő (Benedek Gyuláné), aki 1876-ban kezdte pályáját Kuthy Bélánál.

## Színházi szerepei
- Pailleron: Az egér – Moisandné
- Bernstein: Kerülő út – Rousseau-né
- Sardou: Szókimondó asszonyság – Bolowné

## Filmjei
- A holdkóros (1912)
- Bánk bán (1914)
- Katonabecsület (1915)
- Az apostol (1916)
- A gyanú (1917)
- Vengerkák (1917)
- A toprini nász (1918)
- Drótostót (1918)
- Az isten fia és az ördög fia (1918)
- Az igazság útja (1919)
- Kutató Sámuel (1919)
- Hegyek alján (1920)
- A tizenegyedik I.-II. (1920)
- Az egér (1921)
- Matyólakodalom (1921)